# Aleksandrs Starkovs
Aleksandrs Starkovs est un footballeur et entraîneur letton né le 26 juin 1955 à Madona. Il évoluait au poste d'attaquant.

## Biographie
Aleksandrs Starkovs commence sa carrière à Madona où il joue dans l'équipe locale du Olimpija Madona. Il est élu meilleur attaquant letton en 1969. En 1975, il rejoint le Daugava Riga, puis rejoint la Russie en 1978 dans le club du Dynamo Moscou, avant de retourner en Lettonie dans le club du Daugava Riga, où il joue 303 matches et marque 110 buts.
En 2003, Aleksandrs Starkovs est sacré meilleur joueur letton des 50 dernières années par la Fédération de Lettonie de football.

## Carrière d'entraîneur
Il est sélectionneur de l'Équipe de Lettonie de football des moins de 21 ans et en 2001, il devient entraîneur général de l'Équipe de Lettonie de football. Il participe aux éliminatoires de la coupe du monde 2002 et à l'Euro 2004 où il marque l'histoire du football letton en réussissant à qualifier la Lettonie à l'Euro 2004 au Portugal. Après cet excellent parcours, il va tenter sa chance en Russie, au Spartak Moscou. Il est directeur sportif du club du Skonto Riga entre 2006 et 2007. En 2007, Aleksandrs Starkovs revient en Équipe de Lettonie de football et succède à Jurijs Andrejevs. Il est remplacé le 11 juillet 2013 par Marians Pahars à la suite d'une série de mauvais résultats en éliminatoires de la Coupe du monde 2014.

## Statistiques
| Saison                | Club                  | Championnat           | Championnat | Championnat | Coupe(s) nationale(s) | Coupe(s) nationale(s) | Total | Total |
| Saison                | Club                  | Division              | M.          | B.          | M.                    | B.                    | M.    | B.    |
| 1975                  | Daugava Riga          | D3                    | 2           | 0           | -                     | -                     | 2     | 0     |
| 1976                  | Daugava Riga          | D2                    | 23          | 0           | 1                     | 0                     | 24    | 0     |
| 1977                  | Daugava Riga          | D3                    | 36          | 18          | -                     | -                     | 36    | 18    |
| Sous-total            | Sous-total            | Sous-total            | 61          | 18          | 1                     | 0                     | 62    | 18    |
| 1977                  | Dynamo Moscou         | D1                    | -           | -           | -                     | -                     | 0     | 0     |
| 1978                  | Dynamo Moscou         | D1                    | -           | -           | -                     | -                     | 0     | 0     |
| Sous-total            | Sous-total            | Sous-total            | -           | -           | -                     | -                     | 0     | 0     |
| 1978                  | Daugava Riga          | D3                    | 39          | 12          | -                     | -                     | 39    | 12    |
| 1979                  | Daugava Riga          | D3                    | 41          | 16          | -                     | -                     | 41    | 16    |
| 1980                  | Daugava Riga          | D3                    | -           | -           | -                     | -                     | 0     | 0     |
| 1981                  | Daugava Riga          | D3                    | 29          | 13          | -                     | -                     | 29    | 13    |
| 1982                  | Daugava Riga          | D2                    | 41          | 16          | -                     | -                     | 41    | 16    |
| 1983                  | Daugava Riga          | D2                    | 37          | 14          | 1                     | 0                     | 38    | 14    |
| 1984                  | Daugava Riga          | D2                    | 40          | 11          | 1                     | 0                     | 41    | 11    |
| 1985                  | Daugava Riga          | D2                    | 48          | 25          | 4                     | 3                     | 52    | 28    |
| 1986                  | Daugava Riga          | D2                    | 42          | 22          | 4                     | 1                     | 46    | 23    |
| 1987                  | Daugava Riga          | D2                    | 41          | 16          | 3                     | 1                     | 44    | 17    |
| 1988                  | Daugava Riga          | D2                    | 27          | 5           | -                     | -                     | 27    | 5     |
| 1989                  | Daugava Riga          | D2                    | 9           | 1           | -                     | -                     | 9     | 1     |
| Sous-total            | Sous-total            | Sous-total            | 394         | 151         | 13                    | 5                     | 407   | 156   |
| Total sur la carrière | Total sur la carrière | Total sur la carrière | 455         | 169         | 14                    | 5                     | 469   | 174   |

## Palmarès d'entraîneur
- Champion de Lettonie en 1993, 1994, 1995, 1996, 1997, 1998, 1999, 2000, 2001, 2002, 2003 et 2004 avec le Skonto Riga
- Vainqueur de la Coupe de Lettonie en 1995, 1997, 1998, 2000, 2001 et 2002 avec le Skonto Riga
- Vice-Champion de Russie en 2005 avec le Spartak Moscou